# Pteronisis provocatoris
Pteronisis provocatoris är en korallart som först beskrevs av Bayer och Carlo de Stefani 1987.  Pteronisis provocatoris ingår i släktet Pteronisis och familjen Isididae. Inga underarter finns listade i Catalogue of Life.